# Stachygethes lederi
Stachygethes lederi é uma espécie de insetos coleópteros polífagos pertencente à família Nitidulidae.
A autoridade científica da espécie é Reitter, tendo sido descrita no ano de 1871.
Trata-se de uma espécie presente no território português.